# 北海道の神社一覧
北海道の神社一覧（ほっかいどうのじんじゃいちらん）は、北海道の神社で立項済のものを振興局別に一覧形式でまとめたものである。
なお、石狩振興局内の神社に関しては、立項されていないものであっても、当面の対応として、北海道神社庁が包括する本務社と兼務社を記してある。
各地域内の神社名については50音順で列挙し、同じ神社で所在地が別なものは省いた。詳しくは記事または外部リンクを参照されたい。

## 石狩振興局

### 札幌市

#### 中央区
- 札幌護国神社 – 北海道札幌市中央区南15条西5丁目1-1
- 札幌祖霊神社 – 北海道札幌市中央区南5条西8-1
- 水天宮 (札幌市) – 北海道札幌市中央区南9条西4丁目6-20
- 白鬚神社 (札幌市)（白鬚大神講社） – 北海道札幌市中央区南8条西12丁目1-24
- 札幌伏見稲荷神社 – 北海道札幌市中央区伏見2条2丁目17
- 北海道神宮 – 北海道札幌市中央区宮ケ丘474-48
- 北海道神宮頓宮 – 北海道札幌市中央区南2条東3
- 円山西町神社 – 北海道札幌市中央区円山西町6-518-6
- 三吉神社 (札幌市) – 北海道札幌市中央区南1条西8丁目17
- 弥彦神社（伊夜日子神社） – 北海道札幌市中央区中島公園1-8
- 本陣狸大明神社 – 札幌市の狸小路でタヌキを祀る神社。1973年の創建

#### 東区
- 丘珠神社 – 北海道札幌市東区丘珠町183-4
- 札幌村神社 – 北海道札幌市東区北16条東14丁目3-1
- 諏訪神社 (札幌市) – 北海道札幌市東区北12条東1丁目1-10
- 大天満神社 – 北海道札幌市東区東雁来9条1-1-22
- 豊畑神社 – 北海道札幌市東区東雁来町361-1
- 苗穂神社 – 北海道札幌市東区本町2条3丁目5-35
- 瑞穂神社 – 北海道札幌市東区苗穂町16丁目1-11
- 烈々布神社 – 北海道札幌市東区北42条東10丁目1-11

#### 西区
- 上手稲神社 – 北海道札幌市西区西野290-257
- 琴似神社 – 北海道札幌市西区琴似1条7-1-30
- 琴似神社参集殿
- 札幌御嶽神社 – 北海道札幌市西区小別沢79-1
- 西野神社 – 北海道札幌市西区平和1条3-1-3
- 発寒神社 – 北海道札幌市西区発寒11条3-1-33
- 日照神社 – 北海道札幌市西区西野11条9-18-39

#### 南区
- 石山神社 – 北海道札幌市南区石山254
- 札幌藤野神社 － 北海道札幌市南区藤野2条10丁目12番25号
- 定山渓神社 – 北海道札幌市南区定山渓218
- 豊滝神社 － 北海道札幌市南区豊滝501番地2
- 花岡神社 (札幌市) – 北海道札幌市南区簾舞2条5丁目3番1号
- 上山鼻神社 – 北海道札幌市南区藻岩山

#### 北区
- 江南神社 – 北海道札幌市北区屯田7条6丁目2-25
- 篠路神社 – 北海道札幌市北区篠路四条7丁目2-33
- 新川皇大神社 – 北海道札幌市北区新川3条13-3-12
- 新琴似神社 – 北海道札幌市北区新琴似8条3-1-6

#### 白石区
- 白石神社 (札幌市) – 北海道札幌市白石区本通14丁目北1-12

#### 豊平区
- 相馬神社 – 北海道札幌市豊平区平岸2条18丁目1-1
- 太平山三吉神社 / 平岸天満宮 – 北海道札幌市豊平区平岸2条16丁目3-2
- 月寒神社 – 北海道札幌市豊平区月寒西3条4丁目1-56
- 豊平神社 – 北海道札幌市豊平区豊平4条13丁目1-18
- 西岡八幡宮 – 北海道札幌市豊平区西岡4条8丁目293
- 福住厳島神社 － 北海道札幌市豊平区福住1条4丁目85-1

#### 清田区
- 厚別神社 – 北海道札幌市清田区平岡2条1丁目60
- 三里塚神社 – 北海道札幌市清田区美しが丘1条9-2-1

#### 手稲区
- 手稲神社 – 北海道札幌市手稲区手稲本町2条3-4-28
- 星置神社 – 北海道札幌市手稲区星置南1丁目8-1
- 山口神社 (札幌市) – 北海道札幌市手稲区手稲山口552-1

#### 厚別区
- 大谷地神社 – 北海道札幌市厚別区大谷地西2丁目2-1
- 上野幌神社 – 北海道札幌市厚別区厚別町上野幌822
- 小野幌神社 – 北海道札幌市厚別区厚別東4条4丁目9-7
- 信濃神社 (札幌市) – 北海道札幌市厚別区厚別中央4条3丁目3-3
- 澄丘神社 – 札幌市厚別区下野幌テクノパーク2-5-1

### 江別市
- 江別神社 – 北海道江別市萩ヶ岡1-1
- 大麻神社 – 北海道江別市大麻宮町3-2
- 豊幌神社 – 北海道江別市豊幌703-6
- 野幌神社 – 北海道江別市西野幌115
- 錦山天満宮 – 北海道江別市野幌代々木町38-1
- 越後神社 (江別市) – 北海道江別市江別太

### 千歳市
- 千歳神社 – 北海道千歳市真町1
- 出雲大社千歳 – 北海道千歳市白樺3-11-11

### 恵庭市
- 恵庭神社 – 北海道恵庭市中央10
- 柏木神社 (恵庭市) – 北海道恵庭市柏木町551
- 島松神社 – 北海道恵庭市島松本町4-3
- 豊栄神社 (恵庭市) – 北海道恵庭市大町3-6-5

### 北広島市
- 大曲神社 (北広島市大曲84) – 北海道北広島市大曲84-17
- 大曲神社 (北広島市大曲柏葉) – 北海道北広島市大曲柏葉1-2-2
- 札幌八幡宮 – 北海道北広島市輪厚中央5-3-16
- 西の里神社 – 北海道北広島市西の里373-4
- 廣島神社 – 北海道北広島市中央4-3-1
- 輪厚神社 – 北海道北広島市輪厚115

### 石狩市
- 石狩八幡神社 – 北海道石狩市弁天町1
- 石狩弁天社 – 北海道石狩市弁天町22-8
- 生振神社 – 北海道石狩市生振203-4
- 生北神社 – 北海道石狩市生振200-10
- 樽川神社 – 北海道石狩市樽川332
- 高岡神社 (石狩市) – 北海道石狩市八幡町高岡28
- 南線神社 – 北海道石狩市花川南3条1-24
- 花畔神社 – 北海道石狩市花畔573-72

#### 厚田区
- 厚田神社 – 北海道石狩市厚田区厚田1
- 古潭八幡神社 – 北海道石狩市厚田区古潭50

#### 浜益区
- 川下八幡神社 – 北海道石狩市浜益区川下村35
- 群別稲荷神社 – 北海道石狩市浜益区群別村1
- 浜益神社 – 北海道石狩市浜益区浜益227
- 幌稲荷神社 – 北海道石狩市浜益区幌1200

### 当別町
- 材木沢神社 – 北海道石狩郡当別町字材木沢3252-4
- 獅子内神社 – 北海道北海道石狩郡当別町獅子内64
- 対雁通相馬神社 – 北海道石狩郡当別町対雁38
- 当別神社 – 北海道石狩郡当別町元町105
- 中小屋神社 – 北海道石狩郡当別町字中小屋4788
- 西当別神社 – 北海道石狩郡当別町字当別太612
- 東裏神社 – 北海道石狩郡当別町字東裏2554
- 弁華別神社 – 北海道石狩郡当別町字弁華別435
- 茂平沢神社 – 北海道石狩郡当別町字茂平沢3062

## 渡島総合振興局

### 函館市
- 函館八幡宮 – 旧国幣中社。別表神社。文安2年（1445年）の創建。幕末期には蝦夷地総社とされた。大神輿は函館市の有形文化財。
- 函館護国神社 - 旧指定護国神社。1869年（明治2年）創建。
- 亀田八幡宮 - 旧郷社。
- 山上大神宮 – 旧郷社。応安年間（14世紀後半）の創建と伝わる。
- 湯倉神社 – 旧村社。享徳2年（1453年）の創建と伝わる。
- 船魂神社 – 北海道で最古級の保延元年（1135年）の創建と伝わる[1]。
- 脇澤山神社 – 永享11年（1439年または1440年）の銘が入る鰐口を有していた。旧石崎村の村史では永享元年（1429年）の創建と伝えている。
- 石崎八幡神社 – 創建年代は不詳。永享年間（1429 - 1441年）本村の創始者平氏盛阿彌、深く八幡神社の御祭神を尊信し祭祀を執行して来たことに始まっているとされる。
- 住三吉神社 – 創立年代未詳だが、口碑によれば鎌倉時代とされている。安永年間に再建されている。
- 川上神社
- 稲荷神社
- 川濯神社

### 北斗市
- 意冨比神社 – 北海道内では最古級となる康平三歳（1060年）3月吉日の銘が入る鰐口を有する[2]。
- 矢不来天満宮 - 道南十二館の1つである茂別館の跡地にある神社である。嘉吉3年（1443年）南部氏に敗れた安東盛季によって築かれたとされる。
- 文月稲荷神社 - 勧請年は定かでないが、元禄5年（1692年）頃ではないかと推定される。
- 瑞石神社 - 寛文6年（1666年）9月村中に勧請した。

### 松前町
- 徳山大神宮 – 松前郡松前町。旧郷社。渡島一宮。創建は不詳だが少なくとも戦国時代（天正10年（1582年））に遡る記録がある。本殿などが北海道指定有形文化財。
- 熊野神社 (松前町) - 永正9年（1512年）相原次郎三郎により創祀されたことに始まる。
- 渡海神社 - 寛文5年（1665年）創立と伝わる。
- 浅間神社 - 元禄2年（1689年）に創建。
- 赤神神社 - 創立年代不詳。元禄5年（1692年）に再建。
- 荒神神社 - 創立年代不詳。元禄元年（1688年）に再建。
- 天満神社 - 元禄3年（1690年）松前主水広時の創立、元文3年（1738年）松前平治右衛門広行が再建すると伝えられる。

### 福島町
- 福島大神宮 - 創立年代不詳。箱館戦争では砲台（福島砲台）となっていて、松前藩と旧幕軍軍艦との砲撃戦が行われた場所になっている。
- 月崎神社 - 創建年代は不詳。明応元年（1492年）に再建されたという記録がある。
- 吉野八幡神社 - 寛文5年（1665年）知行主松前左衛門広諶の創建。
- 吉岡八幡神社 - 寛永3年（1626年）に創建し、元文4年（1739年）松前藩主第11世邦広公が再建している。
- 宮歌八幡神社 - 明暦元年（1655年）知行主幕府旗本松前八左衛門泰広が知行地の平安を祈り創建。
- 白符大神宮 - 寛文6年（1666年）松前藩松前美作守景広が建立する。

### 知内町
- 雷公神社 - 寛元2年（1244年）の創建と伝わる。最上徳内の著『東蝦夷道中記』では、応永11年（1404年または1405年）の銘が入る鰐口があったと書かれている。
- 湧元神社 - 延応元年（1239年）の創祀と伝わる。

### 木古内町
- 佐女川神社 - 河野加賀守源景広により、寛永2年（1625年）に佐女川のほとりに武運長久を祈願し祠が建てられたのが始まりとされる。

### 七飯町
- 三嶋神社 (七飯町) - 愛媛県大三島の大山祇神社より御分霊を奉戴し、永正元年（1504年）に七重鳴川の地内に勧請された。
- 大中山神社 - 天正4年（1576年）村民協議の上、三嶋神社を勧請して創立した（七飯村三嶋神社より勧請）。

### 八雲町
- 八雲神社 (八雲町) – 二海郡八雲町。旧郷社。明治11年（1878年）創建。
- 相沼八幡神社 - 元和元年（1615年）の創建。
- 北山神社 - 元和元年（1615年）の創建。
- 根崎神社 - 創立年代は不詳であるが、慶長11年（1606年）5月16日に乙部村八幡神社の神主宇田播磨守豊島が当神社の祭儀を初めて行ったとある。

## 檜山振興局

### 江差町
- 姥神大神宮 – 渡島国一宮。旧県社。建保4年（1216年）創建とされ、北海道で最古級の神社。
- 柏森神社 - 貞亨2年（1685年）創立。
- 泊神社 - 創立不詳、貞享元年（1684年）再建。

### 上ノ国町
- 上ノ國八幡宮 - 文明5年（1473年）松前藩始祖武田信広が勝山館（現 国指定史跡勝山館跡）に守護神として創祀、舘神（舘神八幡宮）と称した。
- 砂館神社 - 寛正3年（1462年）夏に、武田信広が居城に毘沙門堂を建立したもので、明治の神仏分離の際に砂館神社に改称した。
- 夷王山神社 - 上ノ國八幡宮、砂館神社と併せて上ノ国三社の内の一社。
- 瀧澤神社 - 寛永11年（1634年）の創立。
- 八幡神社
- 愛宕神社
- 稲荷神社

### 乙部町
- 乙部八幡神社 - 慶長6年（1601年）5月15日､住民が増加してきたので社殿を建立し岡山八幡宮と称した。
- 三ツ谷八幡神社 - 寛永3年（1626年）の創建。
- 元和八幡神社 - 元和元年（1615年）の創建。
- 栄浜八幡神社 - 創立年代は元和年間、文化9年（1812年）に再建。
- 花磯諏訪神社 - 元和3年（1617年）の創建。
- 鳥山神社 - 慶長11年（1606年）の創建。

### せたな町
- 太田山神社 – 久遠郡せたな町。旧村社。北海道本土で最西に鎮座。嘉吉年間（15世紀半頃）の創建と伝わる。

## 後志総合振興局

### 小樽市
- 塩谷神社 – 延宝8年（1680年）近江商人の初代西川傳右衛門家が、忍路郡塩谷村大字塩谷出崎字𩸽澗（現在の塩谷1丁目）にニシン漁場を開いた際、番屋内神殿に京都伏見稲荷神社より御分霊を勧請したとにより始まる。
- 忍路神社 – 延宝2年（1674年）忍路場所請負人西川伝右衛門が勧請し、元禄2年（1689年）に社殿が創建された。
- 住吉神社 (小樽市) – 小樽市。旧県社。別表神社。慶応元年（1865年）創建。
- 龍宮神社 (小樽市) – 小樽市。旧郷社。明治2年（1869年）創建。
- 水天宮 (小樽市) - 小樽市。旧郷社。安政6年（1859年）創祀。
- 豊足神社 - 小樽市銭函。旧村社。安永9年（1780年）創建。

## 胆振総合振興局
- 室蘭八幡宮 – 室蘭市。旧県社。明治元年創建。
- 樽前山神社 – 苫小牧市。旧県社。別表神社。明治元年創建。
- 刈田神社 – 平安時代末期に建てられた祠が起源。

## 日高振興局
- 浦河神社 – 浦河郡浦河町。旧郷社。
- 義経神社 – 沙流郡平取町。旧村社。寛政11年（1799年）創建。[3]。

## 空知総合振興局

### 岩見沢市
- 岩見沢神社 – 旧県社。空知一宮。

### 美唄市
- 空知神社 – 旧県社
- 沼貝神社
- 峯延神社
- 大富神社 (美唄市)

### 滝川市
- 滝川神社

### 赤平市
- 赤平神社
- 出雲神社

### 芦別市
- 蘆別神社 – 旧郷社
- 班渓神社 – 芦別開基の神社。旧村社。
- 上芦別神社

### 夕張市
- 夕張神社 – 旧郷社

## 上川総合振興局
- 上川神社 – 旭川市。旧県社。別表神社。明治26年（1893年）創建。
- 永山神社 – 旭川市。旧県社。明治24年（1891年）創建。
- 北海道護國神社 – 旭川市。別表神社。明治35年（1902年）創建。

## 留萌振興局
- 厳島神社 (増毛町) - 別名「増毛厳島神社」
- 稲荷神社 (増毛町) - 別名「阿分稲荷神社」
- 恵比須神社 (増毛町) - 別名「別苅神社」
- 舎熊神社

## 宗谷総合振興局
- 北門神社 – 稚内市。旧郷社。天明5年（1785年）創建。
- 宗谷岬神社　ｰ稚内市。日本最北端に位置する神社。

## オホーツク総合振興局
- 網走神社 – 網走市。旧県社。文化9年(1812年)創建。「北見国一之宮」と称される[4]。
- 相内神社 – 北見市。大正11年(1922年)創建。
- 留辺蘂神社 - 北見市。旧村社。大正元年（1912年）創建。
- 温根湯神社 - 北見市。大正元年（1912年）創建。
- 滝上神社 – 紋別郡滝上町。旧郷社。大正2年（1913年）創建。
- 三景天満宮 – 紋別郡滝上町。昭和63年鎮座。

## 十勝総合振興局
- 十勝神社 - 広尾郡広尾町。寛文6年（1666年）6月福山藩主武田廣林の十勝国警衛の祈願社として領主蠣崎蔵人が創祀した。
- 帯廣神社 – 帯広市。旧県社。別表神社。公式な創立は明治43年（1910年）で、一説では明治18年（1855年）頃の創建。
- 南豪神社 – 帯広市。大正～昭和初期の創建。

## 釧路総合振興局
- 厳島神社 (釧路市) – 釧路市。旧県社。文化2年(1805年)創建。元来はアイヌの神を祀っていたとも伝わる。17世紀の円空の作とされる観音菩薩坐像は北海道指定有形文化財。
- 鳥取神社 (釧路市) – 釧路市。旧村社。明治17年（1884年）創建。

## 根室振興局
- 金刀比羅神社 (根室市) – 根室市。旧県社。文化3年（1806年）創建。
- 中標津神社 – 標津郡中標津町。旧無格社。大正2年（1913年）創建。